# Kerkateskánd
Kerkateskánd egy község Zala vármegyében, a Lenti járásban.

## Fekvése
Zala vármegye délnyugati részén, Lenti déli szomszédságában található, a néha árvizet is okozó Kerka patak völgyében, az Ős-Mura hajdani hordalékkúpján.
Közigazgatási területén a Letenye-Lenti között húzódó 7538-as út halad át, Tótfalu településrészén a 7549-es út vezet keresztül, Teskánd településrész központja pedig önkormányzati utakon érhető el.

## Története
Kerkateskánd 1934-ben alakult Teskánd és Kerkatótfalu egyesítésével.

### Teskánd
Teskánd Árpád-kori település. Nevét már 1271-ben említették egy oklevélben Tuskand néven. Neve valószínűleg a török eredetű Teskánd személynévből ered.

### Kerkatótfalu
Kerkatótfalu nevét a 15. században említette először oklevél.
Az egymás mellett fekvő két falu története hasonló. Mindkettőnek több főúri birtokosa volt, első ismert birtokosuk a Bánffy család volt, akiknek egészen 1644-ig tulajdonában volt a két falu és a környező vidék, majd ezt követően rövid ideig a Nádasdy család birtoka lett, tőlük a 17. század végén az Esterházy család.
A török hódoltság alatt mindkét falu elnéptelenedett, később az 1710-es évek körül a területet az Esterházy család népesítette be újra.

## Közélete

### Polgármesterei
- 1990–1994: Bagladi Ferenc (független)[4]
- 1994–1998: Zsálek Ferenc (független)[5]
- 1998–2002: Ifj. Zsálek Ferenc (független)[6]
- 2002–2006: Zsálek Ferenc (független)[7]
- 2006–2010: Zsálek Ferenc Csaba (független)[8]
- 2010–2014: Zsálek Ferenc Csaba (független)[9]
- 2014–2019: Zsálek Ferenc Csaba (független)[10]
- 2019–2024: Zsálek Ferenc Csaba (független)[11]
- 2024– : Fehér Norbert (független)[1]

## Népesség
A település népességének változása:
| Lakosok száma | 169  | 176  | 162  | 173  | 162  | 168  | 170  |
|               | 2013 | 2014 | 2015 | 2021 | 2022 | 2023 | 2024 |

A 2011-es népszámlálás idején a nemzetiségi megoszlás a következő volt: magyar 93,5%, cigány 6,45%. A lakosok 72,3%-a római katolikusnak, 10,24% felekezeten kívülinek vallotta magát (15,66% nem nyilatkozott).
2022-ben a lakosság 91,4%-a vallotta magát magyarnak, 1,2% németnek, 1,2% szerbnek, 0,6% cigánynak, 2,5% egyéb, nem hazai nemzetiségűnek (8,6% nem nyilatkozott; a kettős identitások miatt a végösszeg nagyobb lehet 100%-nál). Vallásuk szerint 47,5% volt római katolikus, 3,7% református, 1,2% egyéb katolikus, 13,6% felekezeten kívüli (34% nem válaszolt).

## Nevezetességei
- Harangláb
- Iskolakápolna